# Caridina holthuisi
Caridina holthuisi, hay còn gọi là tép Sulawesi six banded, là một loài tôm nước ngọt thuộc họ Atyidae, đặc hữu của hệ thống hồ Malili ở Sulawesi, Indonesia. Nó có thể được tìm thấy ở Hồ Towuti, Hồ Matano và Hồ Mahalona, cũng như sông Petea. Nó được đặt tên để vinh danh nhà giáp xác học người Hà Lan, Lipke Holthuis.

## Môi trường sống và sinh thái
Caridina holthuisi có thể được tìm thấy chủ yếu ở vùng nước nông giữa lớp thực vật rơi rụng và các chất nền mềm khác.